# Антонівська сільська рада (Барський район)
Анто́нівська сільська́ ра́да — адміністративно-територіальна одиниця та орган місцевого самоврядування в Барському районі Вінницької області. Адміністративний центр — село Антонівка.

## Загальні відомості
- Територія ради: 1,41 км²
- Населення ради: 719 осіб (станом на 2001 рік)
- Територією ради протікає річка Рів.

## Населені пункти
Сільраді були підпорядковані населені пункти:
- с. Антонівка
- с. Глинянка
- с. Широке

## Пам’ятні дати громади
День села Антонівка – 08 листопада; День села Глинянка – 19 грудня; День села Широке – 08 листопада.

## Склад ради
Рада складалася з 14 депутатів та голови.
- Голова ради: Огороднік Володимир Миколайович
- Секретар ради: Мельник Оксана Іванівна

### Керівний склад попередніх скликань
| Прізвище, ім'я, по батькові     | Основні відомості                                                               | Дата обрання | Дата звільнення |
| ------------------------------- | ------------------------------------------------------------------------------- | ------------ | --------------- |
| Войтюк Петро Олексійович        | Сільський голова, 1952 року народження, безпартійний                            | 26.03.2006   | 31.10.2010      |
| Огороднік Володимир Миколайович | Сільський голова, 1962 року народження, освіта середня спеціальна, безпартійний | 31.10.2010   |                 |

Примітка: таблиця складена за даними сайту Верховної Ради України

### Депутати
За результатами місцевих виборів 2010 року депутатами ради стали:

#### За суб'єктами висування
| Суб'єкт висування                                       | Кількість обраних депутатів | %    |
| ------------------------------------------------------- | --------------------------- | ---- |
| Партія регіонів                                         | 10                          | 71,4 |
| Політична партія Всеукраїнське об'єднання «Батьківщина» | 3                           | 21,4 |
| Самовисування                                           | 1                           | 7,1  |

#### За округами
| № округу                                                | Прізвище, ім'я, по батькові     | Дата визнання обраним | Освіта  | Партійна приналежність                        | Відомості про обраного депутата                       |
| ------------------------------------------------------- | ------------------------------- | --------------------- | ------- | --------------------------------------------- | ----------------------------------------------------- |
| Партія регіонів                                         |                                 |                       |         |                                               |                                                       |
| 1                                                       | Захарук Володимир Ілліч         | 02.11.2010            | середня | позапартійний                                 | фермерське господарство «Династія», тракторист        |
| 2                                                       | Миршук Дмитро Іванович          | 02.11.2010            | середня | позапартійний                                 | фермерське господарство «Династія», водій             |
| 3                                                       | Нагаєвський Григорій Васильович | 02.11.2010            | середня | позапартійний                                 | фермерське господарство «Династія», водій             |
| 7                                                       | Собщенко Олег Миколайович       | 02.11.2010            | середня | позапартійний                                 | Антонівська сільська рада, землевпорядник             |
| 8                                                       | Рудик Анатолій Миколайович      | 02.11.2010            | вища    | позапартійний                                 | Глинянська загальноосвітня школа І-ІІ ст., директор   |
| 10                                                      | Мельник Оксана Іванівна         | 02.11.2010            | вища    | позапартійна                                  | Антонівська сільська рада, секретар                   |
| 11                                                      | Сабайдаш Галина Іванівна        | 02.11.2010            | середня | позапартійна                                  | тимчасово не працює                                   |
| 12                                                      | Кузьміна Таїса Іванівна         | 02.11.2010            | середня | позапартійна                                  | тимчасово не працює                                   |
| 13                                                      | Гадасюк Тетяна Олександрівна    | 02.11.2010            | середня | позапартійна                                  | Антонівська сільська рада, головний бухгалтер         |
| 14                                                      | Козяр Лариса Василівна          | 02.11.2010            | середня | позапартійна                                  | тимчасово не працює                                   |
| Політична партія Всеукраїнське об'єднання «Батьківщина» |                                 |                       |         |                                               |                                                       |
| 4                                                       | Кухар Ірина Анатоліївна         | 02.11.2010            | вища    | член Всеукраїнського об'єднання «Батьківщина» | Глинянська загальноосвітня школа І-ІІ ст., вчитель    |
| 5                                                       | Сажко Наталія Сергіївна         | 02.11.2010            | вища    | член Всеукраїнського об'єднання «Батьківщина» | тимчасово не працює                                   |
| 9                                                       | Кухар Євгена Миколаївна         | 02.11.2010            | середня | член Всеукраїнського об'єднання «Батьківщина» | тимчасово не працює                                   |
| Самовисування                                           |                                 |                       |         |                                               |                                                       |
| 6                                                       | Гуменюк Зоя Анатоліївна         | 02.11.2010            | середня | позапартійна                                  | фельдшерсько-акушерський пункт с. Антонівка, фельдшер |